# Катастрофа A310 под Катманду
Катастрофа A310 под Катманду — крупная авиационная катастрофа, произошедшая в пятницу 31 июля 1992 года. Авиалайнер Airbus A310-304 авиакомпании Thai Airways International выполнял плановый рейс TG-311 по маршруту Бангкок—Катманду, но при заходе на посадку врезался в гору в 40 километрах от аэропорта Катманду. Погибли все находившиеся на его борту 113 человек — 99 пассажиров и 14 членов экипажа.
Катастрофа рейса 311 стала первой в истории самолёта Airbus A310 и на момент событий являлась крупнейшей авиакатастрофой в истории Непала, пока менее чем через 2 месяца её не превзошла катастрофа A300 под Катманду. Также она стала крупнейшей авиакатастрофой в истории гражданской авиации Таиланда.

## Самолёт
Airbus A310-304 (регистрационный номер HS-TID, серийный 438) совершил свой первый полёт 2 октября 1987 года и на период испытаний носил бортовой номер F-WWCE. 25 ноября того же года был продан авиакомпании Wardair Canada, где получил б/н C-FGWD и имя G. Levine Leigh. 15 января 1990 года Wardair Canada была поглощена авиакомпанией Canadian Airlines и борт C-FGWD перешёл в авиапарк последней. 9 мая того же года был куплен авиакомпанией Thai Airways International, в которой получил бортовой номер HS-TID и имя Buriram. Оснащён двумя турбовентиляторными двигателями General Electric CF6-80C2A2.

## Экипаж и пассажиры
Состав экипажа рейса TG-311 был таким:
- Командир воздушного судна (КВС) — 41-летний Прида Суттимаи (англ. Preeda Suttimai). Очень опытный пилот, налетал свыше 13 200 часов, свыше 4400 из них на Airbus A310 (свыше 1700 из них в качестве КВС).
- Второй пилот — 52-летний Пхунтхат Буньяйеж (англ. Phunthat Boonyayej). Очень опытный пилот, налетал свыше 14 600 часов, свыше 4200 из них на Airbus A310.

В салоне самолёта работали 12 бортпроводников.
| Гражданство      | Пассажиры | Экипаж | Всего |
| ---------------- | --------- | ------ | ----- |
| Австралия        | 1         | 0      | 1     |
| Бельгия          | 5         | 0      | 5     |
| Великобритания   | 2         | 0      | 2     |
| Германия         | 4         | 0      | 4     |
| Израиль          | 2         | 0      | 2     |
| Испания          | 3         | 0      | 3     |
| Канада           | 2         | 0      | 2     |
| Республика Корея | 2         | 0      | 2     |
| Непал            | 23        | 0      | 23    |
| Новая Зеландия   | 1         | 0      | 1     |
| США              | 11        | 0      | 11    |
| Таиланд          | 21        | 14     | 35    |
| Финляндия        | 5         | 0      | 5     |
| Япония           | 17        | 0      | 17    |
| Всего            | 99        | 14     | 113   |

Всего на борту самолёта находились 113 человек — 14 членов экипажа и 99 пассажиров.

## Хронология событий

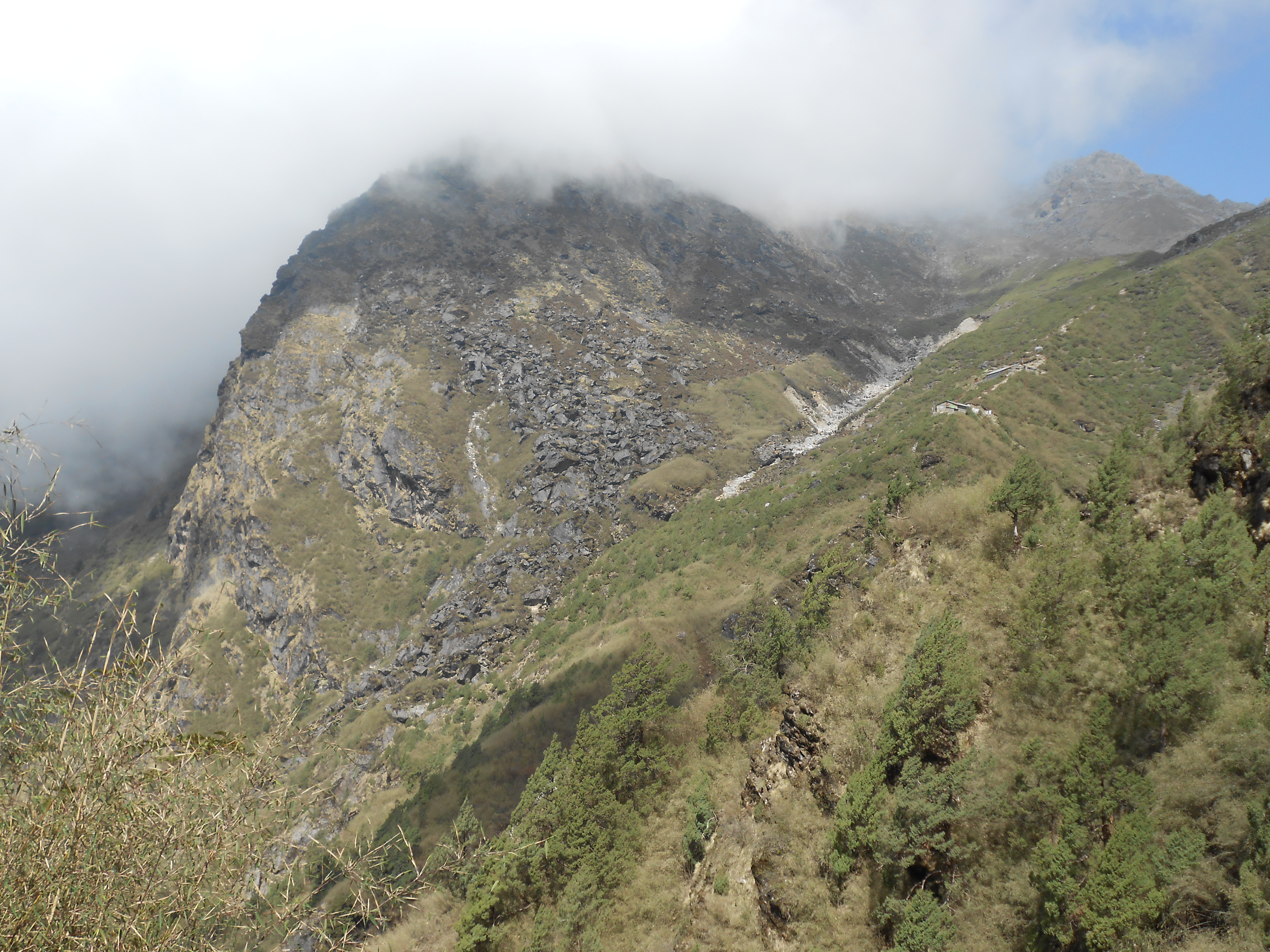
Место катастрофы рейса 311

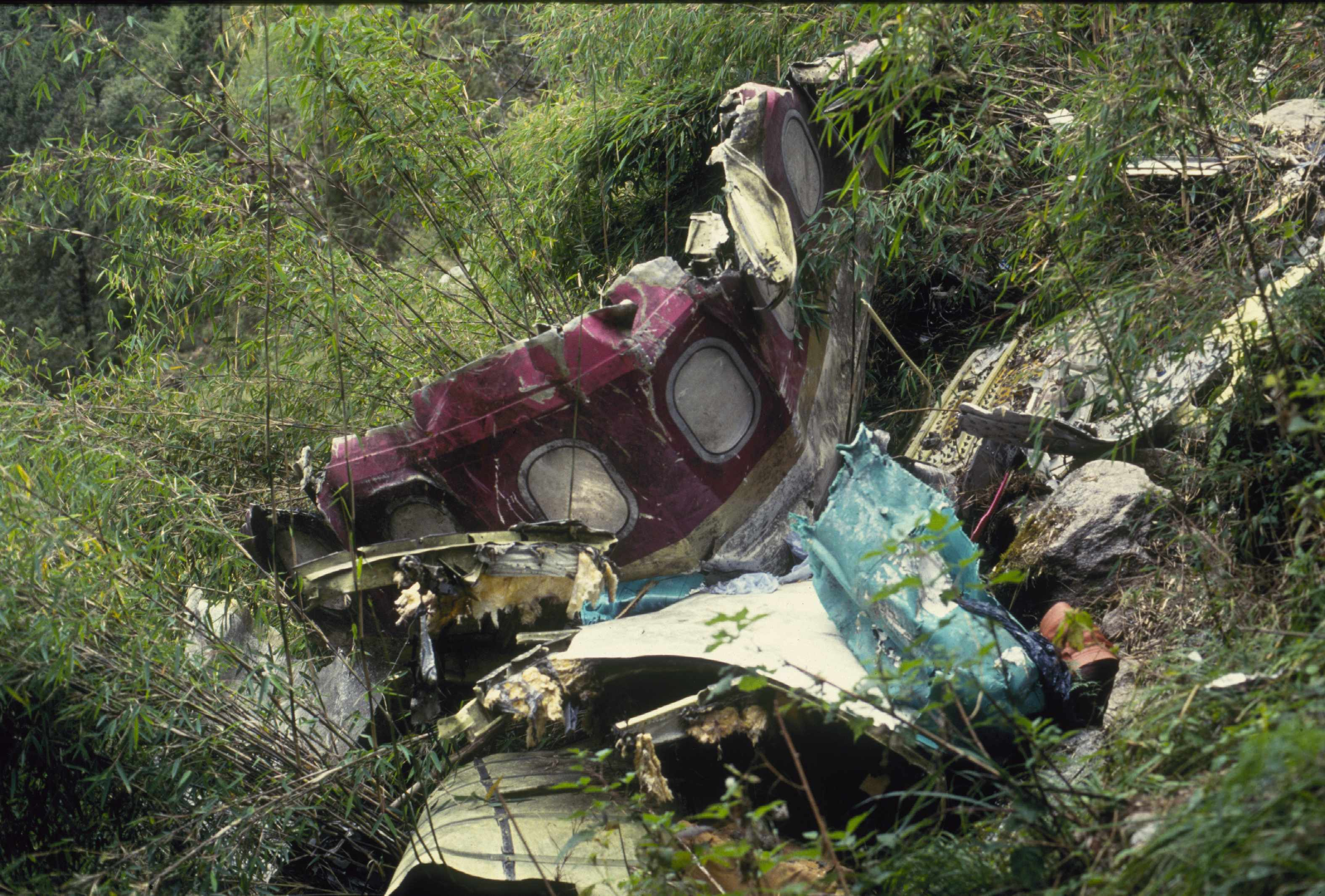
Обломки рейса 311

Рейс TG-311 вылетел из Бангкока в 10:30 NST и взял курс на Катманду (расчётное время прибытия — 12:55 NST). Основная часть полёта прошла без существенных замечаний.
Ближе к 12:40 рейс 311 стал выполнять заход на посадку на ВПП №02 аэропорта Трибхуван. В связи с сезоном дождей заход выполнялся по приборам. Лайнер прошёл радиомаяк Сьерра, после чего экипаж начал выпускать закрылки и обнаружил, что они не работают (согласно правилам, посадка в горном аэропорту Трибхуван должна выполняться при полностью выпущенных закрылках). Экипаж предупредил диспетчера о неисправности закрылков, после чего через 21 секунду с момента первой попытки и в 38,8 километрах от радиомаяка Катманду сумел устранить неисправность закрылков. В связи с большой высотой, требовавшей более крутого снижения, пилоты приняли решение об уходе на второй круг.
Экипаж сообщил авиадиспетчеру, что они намерены выполнить повторный заход на посадку, и запрашивают разрешение выполнить левый разворот к точке ROMEO в 65,9 километрах юго-западнее (азимут 202°) радиомаяка Катманду. Аэропорт Трибхуван на то время не был оборудован радиолокатором, дежуривший на тот момент авиадиспетчер имел опыт работы 2 месяца. На запрос экипажа авиадиспетчер сообщил, что разрешена посадка на полосу №02 со стороны точки SIERRA, что находится в 25,7 километрах за радиомаяком. Экипаж ответил, что они сейчас не могут осуществлять посадку, и ещё раз запросил разрешения на левый разворот к ROMEO для повторного захода. После повторного запроса экипаж, летя с курсом 025° в 11,2 километрах от радиомаяка Катманду, начал без разрешения авиадиспетчера выполнять правый разворот с одновременным набором высоты с эшелона FL105 (3200 метров) до FL180 (5486 метров). Экипаж сообщил авиадиспетчеру, что они начали набор высоты; в ответ на это авиадиспетчер потребовал доложить об удалении 25,7 километров для выполнения подхода к точке SIERRA, поддерживать эшелон FL115 (3505 метров; минимальный безопасный в зоне южнее аэропорта Трибхуван) и переходить на связь с диспетчерским центром.
Пилоты выполнили разворот на 360° со снижением до указанной высоты, кратковременно задерживаясь на курсах 045° и 340°, после чего вновь заняли курс 025°. В 8 километрах юго-западней радиомаяка Катманду экипаж доложил авиадиспетчеру, что они летят по курсу 025° и хотели бы вернуться к ROMEO для повторного захода, так как у них возникли технические проблемы с полётом. Авиадиспетчер разрешил следовать к ROMEO (впоследствии, как было установлено из записи речевого самописца, у пилотов в это время возникли трудности с системой управления полётом при указании следования к точке ROMEO, а также с некоторыми другими задачами). В результате рейс 311 продолжил лететь на север по курсу 025° ещё 25,7 километров, после чего курс немного изменился левее на 005°. Ещё через минуту в кабине экипажа неожиданно сработала система предупреждения опасного сближения с землёй (GPWS), которая выдавала голосовые сообщения о близости с землёй и необходимости начать набор высоты. Эти сообщения звучали около 16 секунд, но пилоты на них поначалу не реагировали, считая их ложными. Лишь в последний момент двигатели были переведены во взлётный режим, но было уже поздно. В 12:45 NST в 40 километрах северо-северо-восточнее (азимут 015°) радиомаяка Катманду рейс TG-311 врезался в гору в районе Лангтанг на высоте 3505 метров над уровнем моря и полностью разрушился. Все находившиеся на его борту 113 человек погибли.
Катастрофа рейса TG-311 стала первым происшествием с участием Airbus A310 (не считая произошедшей 31 июля 1991 года попытки угона сингапурского Airbus A310, когда все 4 угонщика были убиты) и на 2023 год по числу погибших занимает 4 место среди всех катастроф самолёта Airbus A310 (после катастроф в Иркутске, под Морони и под Абиджаном). Также она стала первой крупной авиакатастрофой на территории Непала, которую через 59 дней превзошла катастрофа пакистанского Airbus A300 (167 погибших).
В один день с катастрофой Airbus A310 Thai Airways International у Катманду в Нанкине (Китай) разбился авиалайнер Як-42 китайской авиакомпании China General Aviation; из 126 человек на его борту погибли 108.

## Расследование
По результатам совместного расследования, проведённого Непальским авиационным управлением, компанией «Airbus» и Советом по безопасности транспорта Канады (TSBC), причиной катастрофы рейса TG-311 было названо сохранение экипажем траектории полёта в северном направлении вместо поворота на юг в сторону точки ROMEO и неэффективная радиосвязь между диспетчерским центром и лётным экипажем рейса TG-311, из-за чего полёт выполнялся по неверному направлению, экипаж при этом не докладывал о пеленге радиомаяка (VOR), а авиадиспетчер его не запрашивал, вследствие чего местоположение самолёта не контролировалось.
Созданию катастрофической ситуации способствовали такие факторы, как:
- неверное отображение точки ROMEO на навигационных картах, использовавшихся экипажем;
- кратковременный отказ закрылков, вынудивший прервать первоначальный заход на посадку;
- сложности из-за языковых проблем при переговорах между тайским экипажем и непальским диспетчером, чему способствовал и малый опыт работы авиадиспетчера, приведшие к недостаточному обсуждению очевидных нерешённых проблем[1].

В рекомендациях комиссия Непальского авиационного управления указала на необходимость уведомить производителей систем опасного сближения с землёй (GPWS) и систем управления полётом (FMS) об аспектах данной катастрофы, а операторам самолётов, оборудованных FMS, и учебным центрам более серьёзно относиться к использованию FMS.

## Последствия
- Некоторые обломки самолёта были сохранены и их ещё можно увидеть в районе Лангтанг.
- После катастрофы в знак уважения к погибшим пассажирам и членам экипажа авиакомпания Thai Airways International сменила номер рейса Бангкок—Катманду на TG-319 (обратный — TG-320) и, по данным на начало 2014 года, он выполняется самолётами Boeing 777[7].
- Одним из погибших пассажиров рейса TG-311 был Дункан Норри (англ. Duncan Norrie) — 34-летний сын Уильяма Норри[англ.], мэра Виннипега[8]. В память о нём в Виннипеге его именем была названа одна из улиц — Дункан Норри драйв (англ. Duncan Norrie drive).

## Культурные аспекты
Катастрофа рейса 311 показана в 17 сезоне канадского документального телесериала Расследования авиакатастроф в серии Пропавший самолёт.